# Bulbophyllum rugosisepalum
Bulbophyllum rugosisepalum là một loài phong lan thuộc chi Bulbophyllum.